# La Clisse
La Clisse är en kommun i departementet Charente-Maritime i regionen Nouvelle-Aquitaine i västra Frankrike. Kommunen ligger  i kantonen Saujon som ligger i arrondissementet Saintes. År 2022 hade La Clisse 744 invånare.

## Befolkningsutveckling
Antalet invånare i kommunen La Clisse
Referens:INSEE